# Niagara (New York)
Pour les articles homonymes, voir Niagara.
Niagara est une ville des États-Unis située dans le comté de Niagara, dans l'État de New York.
La ville tient son nom des chutes du Niagara.

## Population
Au recensement de 2010, la ville comptait une population totale de 8 378 habitants.